# Sten Pålsson
Sten Pålsson (1945. december 4. –)  svéd válogatott labdarúgó.

## Pályafutása

### A válogatottban
1968 és 1974 között 18 alkalommal szerepelt a svéd válogatottban és 5 gólt szerzett. Részt vett az 1970-es világbajnokságon.